# Giuseppina Suriano
Giuseppina "Pina" Suriano (Partinico, Sicilija, 18. veljače 1915. – Partinico, 19. svibnja 1950.), talijanska blaženica i aktivistica Katoličke akcije.

## Životopis
Rođena je u vrlo religioznoj sicilijanskoj obitelji, kao kći Giuseppea Suriana i Grazielle Costantino. Imala je nadimak Pina. Njeno rodno mjesto Partinico nalazi se 30 kilometara od Palerma, iz kojega potječu i roditelji glazbenika Franka Zappe.
Godine 1921. počela je pohađati nastavu u pučkoj školi u rodnom mjestu Partinico, a 1922. godine primila je Prvu pričest. S 12 godina počela je aktivno sudjelovati u životu župe i Katoličke akcije.
Dana 29. travnja 1932. položila je zavjet čistoće u Institutu sestara sv. Ane u Palermu, ali je poslije osam dana morala napustiti samostan zbog problema sa srcem. Njezini roditelji bili su protiv njenog redovništva i željeli su da se uda. Zbog svoje je blagosti i ljepote imala mnogo prosaca, ali ih je sve odbila. Više je puta pokušala postati redovnicom, no to joj nije polazilo za rukom zbog niza poteškoća.
Godine 1938. Giuseppina je imenovana izaslanicom mladeži Katoličke akcije: u razdoblju od 1939. do 1948. bila je tajnica te potom i predsjednica pokreta. Godine 1948. osnovala je "Udrugu kćeri Marije", koju je vodila sve do smrti. Odlučila je dati svoj život kao žrtvu za spas svećenika. U ožujku 1948. godine počeli su njezini zdravstveni problemi s reumatoidnim artritisom, što je dovelo i do problema sa srcem. Umrla je na glasu svetosti u dobi od 35 godina od srčanog udara.
Papa Ivan Pavao II. proglasio ju je blaženom 5. rujna 2004. godine.

## Vanjske poveznice
- www.pinasuriano.com – La vita  Arhivirana inačica izvorne stranice od 9. prosinca 2014. (Wayback Machine) (životopis) (tal.)
- www.vatican.va – Pina Suriano (1915–1950) (engl.)